# Fármaco
Fármaco, que deriva da palavra grega pharmakon ,  é um termo polissêmico que varia de sentido conforme sua utilização e interpretação. Em textos literais, significa “aquilo que tem o poder de transladar as impurezas”, seja como um veneno, seja como um remédio, isto é, aquilo que pode trazer tanto o bem quanto o mal ou manter a vida e causar a morte..  A partir dos textos gregos, o pharmakó era aquilo fornecido as vítimas dos sacrifícios aos deuses, enquanto phármakon  era o alimento utilizado durante as cerimônias religiosas. Nesse contexto, as variações terminológicas de pharmakon foi ao longo tempo sendo incorporadas ao léxico da saúde e ciências biológicas, que, em língua portuguesa contemporânea, é estável como o termo fármaco. 
Na terminologia farmacêutica, o fármaco designa uma substância com estrutura química definida  e que possui propriedades farmacológicas conhecidas e, geralmente, comprovadas através de estudos pré-clínicos e clínicos. Também, a palavra fármaco é denominada por farmacêuticos industriais como  "insumo farmacêutico ativo" e pode ser empregada como  toda a substância com ação farmacológica utilizada para produção de medicamentos, isto é, que possui efeitos (ação) conhecidos no organismo e que garanta os parâmetros de segurança, eficácia e qualidade estabelecidos pelos órgãos sanitários.  As substâncias inertes, ou seja, que não possuem ação farmacológica, como os excipientes, não são considerados fármacos.  Dentre outras definições, o fármaco pode ser definido como uma substância química que interage com uma parte do corpo, tais como órgãos, tecidos, células, macromoléculas e micromoléculas, a fim de alterar processos fisiológicos ou bioquímicos. Além disso, fármaco pode ser confundido com a palavra "droga", devido a tradução inadequada do termo em língua inglesa drug; no entanto, na terminologia farmacêutica, droga refere-se a qualquer substância que possui efeitos no organismo, podendo ser nocivos (danosos) ou benéficos, ou seja, são as substâncias em estudo que ainda não possuem seus efeitos e potenciais totalmente conhecidos.  
Dentre as especulações históricas, os fármacos eram obtidos de insumos vegetais, animais ou minerais e seus usos nos tratamentos de doenças e enfermidades estavam fortemente associados às práticas tradicionais e de crenças, personificadas através de curandeiros, parteiras e sangradores, sem que de fato se conhecesse os efeitos de cura dessas substâncias. Ao longo do tempo, esse personagem da saúde que promovia cura, por muita vezes foi associado às práticas mágicas e misteriosas, ramificou-se para inúmeras áreas e profissões, tais como  farmácia, enfermagem, nutrição, medicina e fisioterapia. Com o desenvolvimento das Ciências Farmacêuticas, principalmente com os estudos em farmacognosia, química farmacêutica, biotecnologia, bromatologia, farmacotécnica,  microbiologia e análises farmacopeias, a partir da metade do século XIX e XX, ocorreu uma transformação na compreensão dos fármacos e dos medicamentos, surgindo inúmeras tecnologias e definições.

## Classificação dos fármacos

### Quanto a origem
1. Natural
É o fármaco obtido de matriz, matéria-prima ou insumo animal, vegetal, mineral e microbiano. 
2. Semissintético
É o fármaco obtido de matriz, matéria-prima ou insumo animal, vegetal, mineral e microbiano e, posteriormente,  parte de sua estrutura química ou propriedades físico-químicas  são modificadas através de reações químicas, com a finalidade de aumentar sua segurança, eficácia ou qualidade.
3.  Sintético
É o fármaco desenvolvido pelo ser humano por meios de inúmeras tecnologias e pode espelhar os fármacos naturais e semissintéticos.

### Quanto ao uso
- Preventivo - vacinas, anticoncepcionais etc.
- Profiláticos - vitaminas
- Curativos - antimicrobianos, anti-hipertensivos etc.
- Diagnósticos-  contrastes (Iodo)

## Efeitos que resultam da ação dos fármacos
- Efeito terapêutico – o efeito farmacológico desejado ou conhecido, isto é, aquilo que foi programado.
- Reações adversas – são os efeitos conhecidos ou desconhecidos geralmente indesejados.
- Efeitos tóxicos – são as reações provocadas por uma dose excessiva, por acumulação anormal do fármaco no organismo, por idiossincrasia,  por interações, dentre outras causalidades.
- Efeitos locais – são reações que só ocorrem no local de administração do medicamento.
- Efeitos sistémicos – são produzidos por fármacos que atingem a corrente sanguínea e podem produzir efeitos globais (em todo organismo), sistemas, órgãos específicos ou tecidos. Em geral, depende das características farmacocinéticas e farmacodinâmicas do fármaco.
- Efeitos sinérgicos – combinação dos efeitos de dois ou mais fármacos administrados simultaneamente ou separadamente no organismo..

Há inúmeras outra definições para fármacos. Ver em farmacologia. 